# Мульт (телеканал)
«Мульт» — детский российский телеканал, транслирующий современные популярные мультфильмы. В эфире телеканала самые популярные отечественные мультсериалы и хиты детской анимации, классика «Союзмультфильма» и Гостелерадиофонда, а также проекты собственного производства. Контент телеканала тщательно подобран и ориентирован на детей от 1,5 до 10 лет. Вещает в кабельных и спутниковых сетях России, а также в странах СНГ.

## История
Начал круглосуточное вещание в составе пакета «Цифровое телевидение» (ВГТРК); 1 июня 2014 года. 21 марта 2015 года при участии телеканала в российских федеральных киносетях состоялся запуск альманаха «Мульт в кино», проект получил поддержку Министерства культуры Российской Федерации. По результатам исследований аудитории компанией «TNS Россия» к апрелю 2015 года канал занял вторую позицию среди детского неэфирного телевидения.
С 26 сентября 2015 по 8 сентября 2018 года на телеканалах «Россия-1» и «Россия-1 HD» выходил еженедельный утренний блок с мультфильмами «Мульт утро». Изначально в этом блоке были представлены различные мультсериалы, но позже в блоке остались только два — «Маша и Медведь» и «Ми-ми-мишки».
1 декабря 2019 года телеканал перешёл на широкоформатное вещание 16:9, а также запустил версию в стандарте высокой чёткости (HD).

## Концепция
В сетке вещания присутствуют современные мультфильмы: «Белка и Стрелка. Озорная семейка», «Маша и Медведь», «Лунтик», «Смешарики», «Фиксики», «Барбоскины», «Три котенка», «Паровозик Тишка» и другие, классика «Союзмультфильма» и Гостелерадиофонда, а также собственное производство: «Аркадий Паровозов спешит на помощь», «Бумажки», «Ми-Ми-Мишки», «Сказочный патруль», «Лео и Тиг», «Деревяшки», «Четверо в кубе» и другие. До лета 2015 вещание велось без перерывов на рекламу. С 2019 года телеканал транслирует некоторые зарубежные мультсериалы.
В 2020 году канал меняет концепцию вещания: мультфильмы «Гостелерадиофонда» прекращают транслироваться на данном телеканале, останавливается показ мультсериалов «Бумажки» (хотя его вернули в 2025 году), «Аркадий Паровозов спешит на помощь», «Три котёнка» и «Паровозик Тишка».

## Награды
- Премия «Большая цифра-2015» в номинации «Детский телеканал» категории «Телеканалы»[10].
- Премия «Золотой луч-2017» в номинации «Детский телеканал»[11].
- Премия «Большая цифра-2018» в номинации «Детский телеканал» в возрастной категории 0+[12].